# Das Paradies und die Peri
Das Paradies und die Peri (Op. 50) ist ein weltliches Oratorium von Robert Schumann. Es entstand zwischen Februar und Juni 1843 und gelangte am 4. Dezember 1843 in Leipzig zur Uraufführung, die Titelrolle der Peri sang Livia Frege.

## Besetzung und Aufbau
Soli (Sopran, Mezzosopran, Alt, Tenor, Bariton, Bass), Soloquartett in wechselnder Besetzung aus den Soli, drei- bis sechsstimmig gemischter Chor und Orchester.
Dreiteiliger Aufbau mit insgesamt 26 Nummern. Aufführungsdauer etwa 90 Minuten. Die Solostimmen werden dabei sowohl für die punktuell auftretenden Rollen verwendet (Engel, Jüngling, Jungfrau, Mann, Tyrann Gazna und natürlich für die in 9 Nummern auftretende Peri) als auch (mit Ausnahme von Sopran und Bass) für die Aufgabe des Testo (Erzählers), die traditionellerweise nur dem Tenor obliegt. Auch 5 der 12 Chöre sind rollengebunden (Chor der Indier, der Eroberer, der Engel, der Nilgenien, der Houris), wodurch die Besetzung von der üblichen SATB-Aufteilung abweicht, z. B. Eroberer T B1 B2 oder Engel S1 S2 A1 A2. Diese Konzeption, von Stimmen und nicht Rollen (Charakteren) auszugehen, gibt dem Werk eine neuartige, stark epische und in den Stimmungsbildern (z. B. Nr. 6 oder 18) lyrische Tendenz zulasten des Dramatischen (s. u. „Dichtung“ statt „Oratorium“), was auch in der Handlungs- und Konfliktarmut seinen Widerhall findet.
Die Orchesterbesetzung setzt sich zusammen aus 2 Flöten und Piccolo, 2 Oboen, 2 Klarinetten, 2 Fagotten, 4 Hörnern, 2 Trompeten, 3 Posaunen (Alt, Tenor, Bass), 1 Ophicleide, Pauken, Triangel, Großer Trommel, Harfe und Streichern.

## Libretto
Das Libretto des Oratoriums wurde nach dem Orient-Epos Lalla Rookh (1817) von Thomas Moore von Emil Flechsig und dem Komponisten übersetzt und bearbeitet. Schumann dürfte die Erzählung Moores bereits als Kind gekannt haben, da 1822 eine deutsche Übersetzung im Verlag seines Vaters erschien. Nach Anregung durch Schumanns Freund Flechsig entstand der Oratorientext ab 1841 und war am 6. Januar 1842 fertiggestellt. Schumann nannte das Werk auch zunächst „Dichtung“ und nicht Oratorium, um die Neuartigkeit der kompositorischen Anlage zu betonen.

## Handlung
Die Peri (persisch پری für Fee, Elfe), Kind eines gefallenen Engels und einer Sterblichen, versucht Zutritt zum Paradies zu erlangen, von dem sie aufgrund ihrer unreinen Herkunft ausgeschlossen wurde. Ihre ersten beiden Opfergaben – der letzte Blutstropfen eines tapferen, jungen Freiheitskämpfers gegen einen Tyrannen und der letzte Seufzer einer in den Armen ihres von der Pest dahingerafften Geliebten – werden von dem himmlischen Wächter (Engel) nicht anerkannt. Erst mit den Tränen eines reuigen Verbrechers beim Anblick eines betenden Knaben, der ihn an die Unschuld der eigenen Kindheit erinnert, erreicht die Peri schließlich ihr Ziel.

## Inhalt
- Erster Theil.
  - 1. Alt-Solo. Vor Edens Thor im Morgenprangen
  - 2. Sopran-Solo. (Peri.) Wie glücklich sie wandeln
  - 3. Recitativ. (Tenor und Engel, Alt.) Der hehre Engel, der die Pforte
  - 4. Sopran-Solo. (Peri.) Wo find’ ich sie?
  - 5. Tenor-Solo. So sann sie nach
    - Solo-Quartett. O süsses Land!

  - 6. Chor. Doch seine Ströme sind jetzt roth
  - 7. Solo und Chor. (Tenor, Gazna, Bass und Jüngling, Tenor.) Und einsam steht ein Jüngling
  - 8. Chor. Weh’, weh’, er fehlte das Ziel
  - 9. Solo und Chor. (Tenor und Peri.) Die Peri sah das Mal der Wunde
- Zweiter Theil.
  - 10. Tenor- und Alt-Solo mit Chor. Die Peri tritt mit schüchterner Geberde
  - 11. Tenor-Solo. Ihr erstes Himmelshoffen schwand
    - Chor der Genien des Nils. Hervor aus den Wassern

  - 12. Solo. (Tenor und Peri.) Fort streift von hier das Kind der Lüfte
  - 13. Tenor-Solo. Die Peri weint
    - Solo-Quartett. Denn in der Thrän ist Zaubermacht

  - 14. Solo. (Alt und Jüngling, Tenor.) Im Waldesgrün am stillen See
  - 15. Solo. (Mezzosopran, Tenor und Jüngling.) Verlassener Jüngling
  - 16. Solo. (Jungfrau, Sopran und Tenor.) O lass mich von der Luft durchdringen
  - 17. Solo mit Chor. (Peri.) Schlaf’ nun und ruhe in Träumen voll Duft.
- Dritter Theil.
  - 18. Chor der Houris. Schmücket die Stufen zu Allah’s Thron
  - 19. Solo. (Tenor und Engel.) Dem Sang von ferne lauschend.
  - 20. Sopran-Solo. (Peri.) Verstossen! Verschlossen aufs neu
  - 21. Bariton-Solo. Jetzt sank des Abends gold’ner Schein
  - 22. Solo-Quartett. (4 Peris.) Peri, ist’s wahr?
  - 23. Solo. (Peri, Tenor, Mezzosopran und der Mann, Bariton.) Hinab zu jenem Sonnentempel
  - 24. Solo-Quartett und Chor. O heilge Thränen inn’ger Reue
  - 25. Solo mit Chor. (Peri und Tenor.) Es fällt ein Tropfen
  - 26. Solo und Chor. (Peri.) Freud’, ew’ge Freude, mein Werk ist gethan

## Rezeptionsgeschichte
Der Text mag Schumanns Zeitgenossen überwiegend durch den romantischen und orientalischen Anklang sowie durch den Gedanken der individuellen Erlösung angesprochen haben. Die Uraufführung war für Schumann ein entscheidender Erfolg; bis 1855 erlebte das Werk fünfzig Aufführungen.
Durch eine Uminterpretation und Umstellung des Textes und der einzelnen Nummern wurde das Werk 1914 als „Musik zur Totenfeier unserer Heldenscharen“ missbraucht („Blut eines tapferen, jungen Kriegers“). Ebenfalls in diesem Sinne wurde es in einer auf Grund eines Aufrufs der Reichsmusikkammer von Max Gebhard überarbeiteten Fassung, die das Thema der Reue an den Anfang und das des Opfertodes zur Erzielung einer heldischen Wirkung an das Ende versetzte, 1943 unter der Leitung von Kurt Barth bei den offiziellen Schumann-Feierlichkeiten in Schumanns Geburtsstadt Zwickau aufgeführt und durch begleitende Vorträge politisch umgedeutet. Danach jahrzehntelang kaum gespielt, wird das Oratorium heute wieder öfter und von bedeutenden Dirigenten wie Nikolaus Harnoncourt (u. a. Wien, März 2008), Simon Rattle (Berlin, Februar 2009 und Wien, Oktober 2012) oder John Eliot Gardiner (Leipzig, Februar 2014) aufgeführt.
Anlässlich des 8. Robert Schumann-Festivals 2004 realisierten der Tänzer und Choreograf Gregor Seyffert und der Künstler Gottfried Helnwein eine multimediale Umsetzung des Oratoriums. Der spanische Choreograf Goyo Montero war ein weiterer Mitarbeiter. Es handelte sich dabei um eine szenische Realisierung, in die sowohl der Chor des Städtischen Musikvereins Düsseldorf, die Düsseldorfer Symphoniker, Tänzer, Schauspieler und Akrobaten miteinbezogen waren. Die Konzerthalle war durch eine große Installation räumlich so verändert worden, dass neben einer 16 Meter breiten Videoprojektionsfläche und einer Lichtarchitektur Spielflächen auf mehreren Ebenen geschaffen wurden. Die choreografische Performance bewegte sich zwischen der „Erde“ und dem „Himmel“, der durch einen leuchtenden Ring symbolisiert wurde, der in der Kuppel der Halle installiert war. Die Aufführung fand in der Düsseldorfer Tonhalle am 9. Juli 2004 statt, Gregor Seyffert tanzte den Part der Peri, Dirigent war John Fiore.